# Kobieta szyjąca, z dziewczynką
Kobieta szyjąca, z dziewczynką (hol. Naaiende vrouw met meisje, ang. Woman Sewing, with a Girl) – rysunek Vincenta van Gogha sporządzony w marcu 1883 w Hadze. Rysunek znajduje się w zbiorach Muzeum Vincenta van Gogha w Amsterdamie.
Nr kat.: F 1072, JH 341.

## Historia
Van Gogh wkrótce po przybyciu do Hagi (styczeń 1882) spotkał na jednej z ulic wynędzniałą kobietę. Była to Clasina Maria Hoornik, prostytutka, urodzona w Hadze 22 lutego 1850. Miała już ona w tym czasie córkę i była w ciąży. Van Gogh wspomniał o Hoornik w liście do brata z 7 maja 1882:
Tej zimy spotkałem kobietę w ciąży, opuszczoną przez mężczyznę, którego dziecko nosiła. Kobietę w ciąży, która włóczyła się zimą po ulicach i która musiała zarabiać na chleb, wyobrażasz sobie jak. Wziąłem ją jako modelkę i pracowałem z nią przez całą zimę. Nie byłem w stanie dać jej jako modelce całodziennego wynagrodzenia, tym niemniej opłacałem jej czynsz i mogę jak dotąd, dzięki Bogu, chronić ją i jej dziecko od głodu i chłodu, dzieląc się z nią moim chlebem. Kiedy spotkałem tę kobietę, wpadła mi w oko, bo wyglądała źle
Mieszkając przez dwa lata w Hadze van Gogh sporządził ok. 50 rysunków Clasiny Hoornik (znanej jako "Sien") i jej rodziny.

## Opis
W rysunku Kobiety szyjącej zwraca uwagę spokój życia domowego, wyidealizowanego życia domowego, którego artysta tak rozpaczliwie poszukiwał, a które okazało się gwałtowne i krótkie – wspólne życie van Gogha i Hoornik trwało nieco ponad półtora roku i charakteryzowało się fizyczną i emocjonalną niestabilnością. Van Gogh był coraz bardziej pochłonięty pracą, a Hoornik była pod presją matki, żeby wrócić do prostytucji i w ten sposób zarobić na lepsze życie. Ich wspólna, nędzna egzystencja była powodem częstych kłótni. Pomimo iż van Gogh tęsknił do życia rodzinnego, oboje zdecydowali o rozstaniu. Rysunek Kobiety szyjącej oddaje po mistrzowsku złożoną naturę stosunku van Gogha do Hoornik i jej rodziny. Szkic, choć idealnie wykonany, ukazuje niewiele rodzinnego ciepła w relacjach pomiędzy przedstawionymi postaciami. Przeciwnie, w twarzy dziewczynki, oddanej z niezwykłą dokładnością, przy pomocy minimalnej ilości linii, artysta po mistrzowsku uchwycił uczucie opuszczenia i osamotnienia. Jednocześnie jest jednak w tej scenie jakiś walor domowego uroku – nastrój spokojnej chwili: szyjąca matka w pobliżu swej córki. Ten sposób przedstawiania, pełen współczucia, ale nie wpadający w sentymentalizm, występuje często w innych rysunkach van Gogha, mających za temat Hoornik i jej rodzinę.